# Teatro Jerezano
El Teatro Jerezano (conocido anteriormente como Cine Jerezano) fue una sala de cine, que será reinaugurada como teatro en 2025, situada en la ciudad de Jerez de la Frontera, en la Plaza de San Andrés, dentro del barrio de La Albarizuela, en el Distrito Centro.

## Historia
El Cine Jerezano fue inaugurado el 18 de abaril 1948, impulsado por el médico sevillano Luis Escuín Nicolau, su arquitecto es el madrileño José María P. Garrido. Sus primeras proyecciones fueron la de un documental, una revista del NO-DO y la película italiana Amante Secreta.
Poco tiempo después, la sala de cine pasa a manos de la empresa Sirius, del empresario Gabriel Navarro Rincón. A finales de los sesenta, la familia de los hermanos Hernández, de Sevilla, se convierte en la dueña del cine.
La última película en el Jerezano el 28 de agosto de 1998, pasó años abandonado y frecuentado por personas sin hogar. Su cierre se debió al auge de la piratería y a la inauguración de los primeros multicines de la ciudad, los Cines Jerez y los multicines Ábaco, en 1996 y 1998 respectivamente, situados en los nuevos centros comerciales de las afueras de la ciudad.
Se intentaron impulsar proyectos residenciales o la construcción de una galería comercial en el emplazamiento del cine, sin embargo, estos planes se vieron frustrados con la Ley 14/2007 del Patrimonio Histórico de Andalucía, por la que la fachada del edificio quedaba protegida. Otra idea fue la de recuperar el cine para ampliar el Conservatorio de Música Joaquín Villatoro, que se encuentra en el edificio vecino. Vecinos reclamaron al Ayuntamiento de Jerez que se hiciera cargo del inmueble. Otro de los teatros clásicos de la ciudad, el Cine Maravillas, situado en la Calle Larga, fue habilitado como edificio de oficinas.
En 2011 los partidos políticos Ganemos e Izquierda Unida plantearon la conversión del antiguo cine en sede de la Asociación Cultural Cine-Club Jerez y del Ateneo de Jerez.
Ese mismo año, el cine es utilizado para la grabación de la película Miel de naranjas, dirigida por Imanol Uribe.
En enero de 2024, el banco Unicaja, dueño en ese entonces del inmueble, vende la propiedad a las empresas Gran Rialto SL y Beon-Worldwide, que pretenden convertir el antiguo cine en un teatro de 1000 butacas, capacidad similar a la del Teatro Villamarta.